# Apolloon Courtrai
Maillots
L' Apolloon Kortrijk est un club belge de handball, situé à Courtrai dans la Province de Flandre-Occidentale en Belgique.
Porteur du matricule 198, le club est affilié à la VHV et évolue en Division 1.

## Histoire
Fondé en 1976, le club hérite du matricule 198.

## Personnalités liées au club
Szymon Dobrzynski
 Tijl Delrue

## Logo

Ancien logo

## Bilan saison par saison
| Saison    | Niveau | Championnat | Rang                 | Coupe de Belgique    |
| --------- | ------ | ----------- | -------------------- | -------------------- |
| 2006-2007 |        |             |                      | -                    |
| 2007-2008 |        |             |                      | -                    |
| 200_-2009 |        |             |                      | -                    |
| 2009-2010 |        |             |                      | -                    |
| 2010-2011 |        |             |                      | -                    |
| 2011-2012 |        |             |                      | -                    |
| 2012-2013 |        |             |                      | -                    |
| 2013-2014 |        |             |                      | -                    |
| 2014-2015 |        |             |                      | -                    |
| 2015-2016 |        |             |                      | Huitièmes de finale  |
| 2016-2017 | 2      | Division 2  |                      | Demi-finale          |
| 2017-2018 | 2      | Division 2  | 1er (Champion)       | -                    |
| 2018-2019 | 1      | Division 1  | 3e                   | Huitièmes de finale  |
| 2019-2020 | 1      | Division 1  | 2e                   | -                    |
| 2020-2021 | 1      | Division 1  | Annulé pour Covid-19 | Annulé pour Covid-19 |
| 2021-2022 | 1      | Division 1  | 6e                   | -                    |